# Momoty Dolne
Momoty Dolne – wieś sołecka w Polsce położona w województwie lubelskim, w powiecie janowskim, w gminie Janów Lubelski.
W latach 1975–1998 miejscowość administracyjnie należała do województwa tarnobrzeskiego. Według Narodowego Spisu Powszechnego (III 2011 r.) wieś liczyła 244 mieszkańców.

## Historia
Momoty w wieku XIX  wieś i folwark nad rzeką Branwicą w powiecie janowskim, gminie Kawęczyn, parafii Janów.
Leży na samej granicy galicyjskiej, śród lasów ordynackich, o 12 wiorst od Janowa. Rzeka Branwica płynie tu granicą i wpada do Bukowny. Część wsi nad Branwicą przy jej ujściu zowie się Grójec. Wieś posiadała w 1882  12 domów, 71 mieszkańców 200 mórg ziemi. We wsi stał posterunek straży granicznej. Folwark ordynacki Momoty posiadał 2 domy i 6 budynków, 240 mórg roli ornej, 90 mórg łąk.
Według spisu powszechnego z roku 1921 miejscowości Momoty-Jakóby i Momoty-Nowa Osada  posiadały odpowiednio 19 domów i 118 mieszkańców, oraz 9 domów i 49 mieszkańców. 
28 września 1939 wieś została spacyfikowana. Hitlerowcy zamordowali wówczas 19 mieszkańców wsi oskarżając ich o posiadanie broni.
14 lipca 1943 wieś została ponownie spacyfikowana. Niemcy zabili kilka osób i spalili 34 gospodarstwa. 12 maja 1944 Momoty zostały zbombardowane przez lotnictwo niemieckie. Samoloty zrzucały bomby zapalające. W wyniku nalotu zginęło kilka osób i spaliły się 63 gospodarstwa. 12 czerwca 1944 oddział własowców zamordował we wsi 9 osób.
W 1944 roku w pobliżu wsi odbyła się bitwa na Porytowym Wzgórzu.